# Ensambladores A86 y A386
A86 es un compacto ensamblador comercial desarrollado para la familia de procesadores Intel X86 por Eric Isaacson. El ensamblador puede producir archivos .COM o .OBJ compatibles con Windows/DOS a partir de un simple archivo de texto de código fuente. Usa una sintaxis un poco más sencilla que la usada por otros ensambladores, y está optimizado para una mayor velocidad tanto en la compilación como en la ejecución. Tiene un depurador incorporado, el D86.
El A86/D86 están dirigidos a la plataforma x86 de 16 bits. Mientras que el A386 y D386 están diseñados para la plataforma de 32 bits.